# Polivinilpirrolidona-acetato de vinilo
El polivinilpirrolidona-acetato de vinilo (VP/VA)es un copolimero sintetizado por polimerización de la vinilpirrolidona y del acetato de vinilo. La proporción de vinilpirrolidona en el producto final puede variar entre el 30 % y 70 % en función de las características del mismo. VP/VA es un sólido polvoriento que fluye con facilidad.

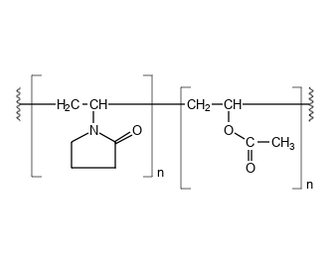
Estructura del VP/VA

## Uso
El polivinilpirrolidona-acetato de vinilo se usa principalmente en productos cosméticos para el pelo, la piel y las uñas. Al aplicar el polímero se forma una película fina protectora. En el caso del cabello impide la absorción de agua por el mismo ayudando a mantener la cabellera con volumen durante más tiempo.

## Toxicidad
El polivinilpirrolidona-acetato de vinilo no es tóxico y está reconocido en la lista de la Unión Europea de productos cosméticos.